# زمین‌لرزه ۱۹۹۶ ناسکا
زمین‌لرزه ناسکا  در تاریخ ۱۲ نوامبر ۱۹۹۶ میلادی، برابر با ‎۲۲ آبان ۱۳۷۵، ساعت ۱۶:۵۹:۴۴ به زمان یوتی‌سی در پرو ، منطقه ناسکا رخ داد. ژرفای این زلزله ۱۶٫۹ کیلومتر بود، و بزرگی آن ۷٫۷ در مقیاس Mw اعلام شده‌است. زمین‌لرزه به وقت محلی در روز سه‌شنبه، ساعت ۱۱ روی داده و منطقه زمانی آن یوتی‌سی -۵ بوده‌است .
سازمان زمین‌شناسی آمریکا نیز رومرکز این زمین‌لرزه را در مختصات ۱۴°۵۹′۳۵″جنوبی ۷۵°۴۰′۳۰″غربی / ۱۴٫۹۹۳°جنوبی ۷۵٫۶۷۵°غربی و ژرفای آنرا در ۳۳ کیلومتر گزارش کرده‌است. بزرگی برگزیدهٔ این سازمان از میان بزرگیهای محاسبه‌شدهٔ مختلف ۷٫۷ در مقیاس Mw بوده و از دید اثر، در میان چهار دسته‌بندی «نامحسوس»، «محسوس»، «زیان‌آور» یا «با تلفات»، زلزله را «با تلفات» اعلام کرده‌است.بالای ۴۰۰۰ ساختمان در زمین‌لرزه خراب شده یا آسیب دیده‌است.سونامی نیز در این زلزله گزارش شده‌است.
پروژهٔ «تنسور گشتاور مرکزوار» زاویه‌های (راستا، شیب، ریک) گسل سازندهٔ زمین‌لرزه و صفحه عمود بر آنرا (°۳۱۲، °۳۳، °۵۵) یا (°۱۷۲، °۶۴، °۱۱۰) و نوع گسل را «معکوس» فرارسانده‌است.
شمار کشتگان زلزله حدود ۱۴ نفر بوده‌است.تعداد زخمیان ۷۰۰ نفر برآورده شده‌است.بی‌خانمان شدگان نیز ۱۲۰۰۰ نفر اعلام شده‌است.